# Во-ан-Велен — Ла Суа (станция метро)

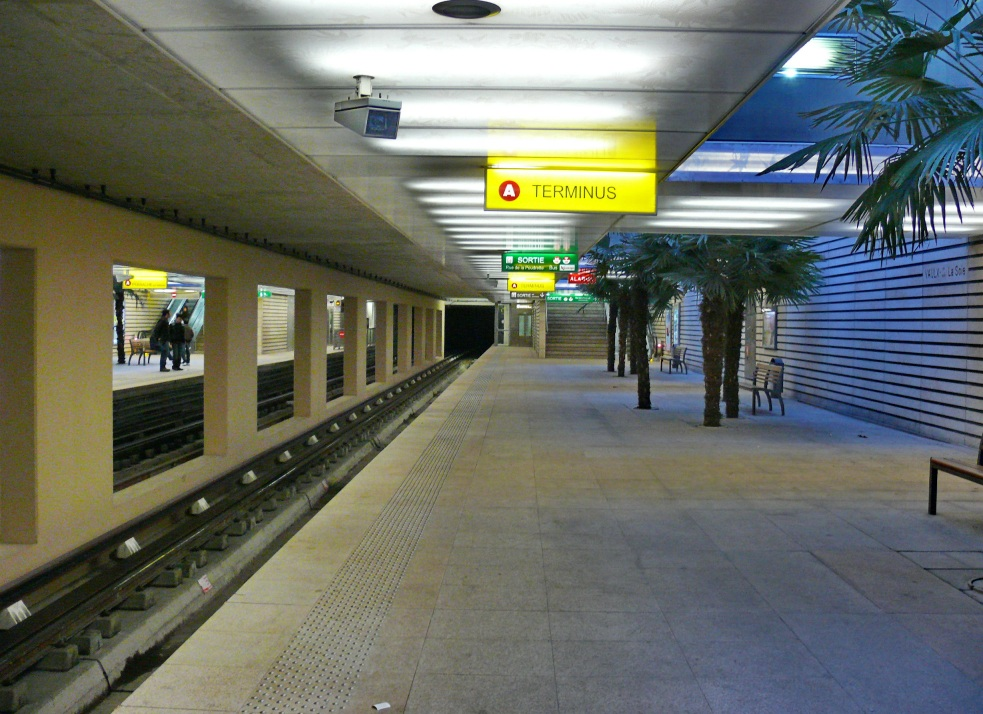
Платформа станции «Во-ан-Велен — Ла Суа»

«Во-ан-Веле́н — Ла Суа́» (фр. Vaulx-en-Velin – La Soie) — конечная станция линии А Лионского метрополитена. Самая молодая станция линии A (на 2017 год).

## Расположение
Станция находится в пригороде Лиона, коммуне Во-ан-Велен. Расположена рядом с депо метро, в месте слияния авеню Каню (фр. avenue des Canuts) с улицами Пудретт (фр. rue de la Poudrette) и Ла Суа(фр. rue de la Soie).

## Особенности
Открыта 2 октября 2007 года в качестве единственной дополнительной станции на продолжении линии A от станции Лоран Бонве — Астробаль. Состоит из двух путей и двух боковых платформ.

## Происхождение названия
Первая часть названия дана в честь пригорода Лиона, коммуны Во-ан-Велен, на территории которой расположена станция метро. Вторая часть — по расположенной в непосредственной близости от выходов из метро улицы Ла Суа (дословный перевод с французского — шёлк).

## Достопримечательности
- Гидроэлектростанция Кюссе[фр.]
- Ипподром Вийёрбанна
- Стадион Эдуар Обер

## Наземный транспорт
Со станции существует пересадка на следующие виды транспорта:

 Rhônexpress — трамвай в аэропорт

  — трамвай

   — «главный» автобус

       — автобус

    — рабочий автобус